# Polymyxine
Les polymyxines sont des agents surfactants cationiques qui agissent comme antibiotiques. Leur structure générale est celle d'un peptide cyclique avec une longue queue hydrophobe. Ils détruisent la structure de la membrane de la cellule bactérienne en interagissant avec ses phospholipides. Les polymyxines ont un effet bactéricide sur les bacilles Gram-négatifs, en particulier les Pseudomonas et les Enterobacteriaceae. Les antibiotiques à base de polymyxines sont fortement neurotoxiques et néphrotoxiques, et sont très médiocrement absorbés par les parois gastro-intestinales.
Une source biologique de polymyxines est Bacillus polymyxa.

## Exemples
- La colistine
- La polymyxine B
- La surfactine